# Tomo Vukšić
Tomo Vukšić (Studenci, 9. siječnja 1954.) hrvatski je prelat Katoličke Crkve i trenutačni nadbiskup vrhbosanski i apostolski administrator Vojnog ordinarijata u Bosni i Hercegovini.

## Životopis
Rođen je 9. siječnja 1954. u Studencima kod Ljubuškog. Završio je osnovnu školu u Studencima (1961. – 1965.) i u Ljubuškom (1965. – 1969.). Kao sjemeništarac završio je Klasičnu gimnaziju u Zagrebu (1969. – 1973.). Od 1973. do 1980. u Sarajevu je završio studij filozofije i teologije. U međuvremenu je odradio vojnu službu u Subotici (1977.) i u Zrenjaninu (1978.).
Zaređen je za svećenika 29. lipnja 1980. godine u Studencima. Od 1980. do 1982. bio je župni vikar u katedrali u Mostaru novinar mjesečnika „Crkva na kamenu”. Na Papinskom orijentalnom institutu u Rimu postigao je magisterij na odjelu teologija-patrologija s temom „Razlike između pravoslavnoga Istoka i katoličkoga Zapada s motrišta časopisa 'Balkan'” (1984.) te magisterij iz kanonskog prava na Papinskom sveučilištu Urbaniana (1986.) s temom „Communicatio in sacris u molitvama i sakramentima u novom kanonskom zakonodavstvu”. Zatim je dvije godine obnašao službu tajnika biskupije u Mostaru. Godine 1988. se vraća u Rim te je 1991. doktorirao na Papinskom orijentalnom institutu disertacijom o odnosima između katolika i pravoslavnih u Bosni i Hercegovini.
Od 1991. bio je profesor na Vrhbosanskoj katoličkoj teologiji, a od 1987. također na Teološkom institutu u Mostaru kao i na Institutu u Dubrovniku (1992. – 1997.). Bio je ravnatelj Teološkog instituta u Mostaru (1991. – 1994.) te vicerektor Vrhbosanskog bogoslovnog sjemeništa (1993. – 1998.). U Mostaru je bio sudski vikar od 1993. do 2009. Od 2005. predavao je na postdiplomskom studiju KBF-a u Zagrebu. Od 2000. do 2006. predavao je kanonsko pravo na Vrhbosanskoj katoličkoj teologiji. Bio je ravnatelj Katoličke tiskovne agencije (1998. – 2005.). Od 2009. bio je generalni vikar Mostarsko-duvanjske i Trebinjsko-mrkanske biskupije.
Dana 1. veljače 2011. imenovan je prvim vojnim ordinarijem u Bosni i Hercegovini. Zaređen je za biskupa 2. travnja 2011. u Mostaru. Glavni zareditelj bio je kardinal Vinko Puljić, a suzareditelji Ratko Perić i Franjo Komarica.
Papa Franjo imenovao ga je 22. siječnja 2020. nadbiskupom koadjutorom vrhbosanske nadbiskupije. Od 24. siječnja 2020. imenovan je apostolskim upraviteljem Vojnog ordinarijata u Bosni i Hercegovini. Dana 29. siječnja 2022. preuzeo je službu vrhbosanskoga nadbiskupa.

## Djela
- „Biskup Čule i Drugi Vatikanski Sabor” (Mostar, 1991.)
- „I rapporti tra i cattolici e gli ortodossi nella Bosnia ed Erzegovina dal 1878 al 1903: uno studio storico-teologico” (Rim, 1991.)
- „Međusobni odnosi katolika i pravoslavaca u Bosni i Hercegovini (1878. – 1903.)”, (Mostar 1994.)
- „Katoličanstvo u Bosni i Hercegovini”, (Sarajevo 1993., 1997.)
- „Confessores fidei : Čule, Čekada, Majić, Nuić, Perić” (Mostar, 2000.)
- „Još jedna kap” (Mostar, 2005.)
- „Mi i oni : siguran identitet - pretpostavka susretanja: Miscellanea de oecumenismo” (Sarajevo, 2000.)
- „Crkva i država u Bosni i Hercegovini. Zakoni, podzakonski akti, ugovori i komentari” (Sarajevo, 2007.)
- „Mir vam svoj dajem” (Sarajevo, 2021.)

### Mrežna sjedišta
- Mons. Tomo Vukšić – nadbiskup. www.vrhbosanska-nadbiskupija.org. Pristupljeno 12. studenoga 2024.
- Životopis nadbiskupa Tome Vukšića. Informativna katolička agencija. Pristupljeno 12. studenoga 2024.

## Vanjske poveznice
Ostali projekti
|  | Zajednički poslužitelj ima još gradiva o temi Tomo Vukšić |

| Titule u Katoličkoj Crkvi | Titule u Katoličkoj Crkvi                       | Titule u Katoličkoj Crkvi |
| ------------------------- | ----------------------------------------------- | ------------------------- |
| prethodnik Vinko Puljić   | Nadbiskup vrhbosanski 2022.–...                 | nasljednik –              |
| prethodnik uspostavljeno  | Vojni ordinarij u Bosni i Hercegovini 2011.–... | nasljednik –              |